# Koproporfirinogen dehidrogenaza
Koproporfirinogen dehidrogenaza (EC 1.3.99.22, od kiseonika nezavisna koproporfirinogen-III oksidaza, HemN, radical SAM enzim, koproporfirinogen III oksidaza) je enzim sa sistematskim imenom koproporfirinogen-III:S-adenozil--metionin oksidoreduktaza (dekarboksilacija). Ovaj enzim katalizuje sledeću hemijsku reakciju
koproporfirinogen III + 2 S-adenozil--metionin {\displaystyle \rightleftharpoons } protoporfirinogen IX + 2 CO2 + 2 L-metionin + 2 5'-dezoksiadenozin
Ovaj enzim se razlikuje od EC 1.3.3.3, koproporfirinogen oksidaze, po tome što koristi S-adenozil--metionin umesto kiseonika kao oksidans. On je prisutan uglavnom kod bakterija, dok eukariote koriste od kiseonika zavisne oksidaze.

## Literatura
- Nicholas C. Price; Lewis Stevens (1999). Fundamentals of Enzymology: The Cell and Molecular Biology of Catalytic Proteins (Third изд.). USA: Oxford University Press. ISBN 019850229X.
- Eric J. Toone (2006). Advances in Enzymology and Related Areas of Molecular Biology, Protein Evolution (Volume 75 изд.). Wiley-Interscience. ISBN 0471205036.
- Branden C; Tooze J. Introduction to Protein Structure. New York, NY: Garland Publishing. ISBN 0-8153-2305-0.
- Irwin H. Segel. Enzyme Kinetics: Behavior and Analysis of Rapid Equilibrium and Steady-State Enzyme Systems (Book 44 изд.). Wiley Classics Library. ISBN 0471303097.

## Spoljašnje veze
- Coproporphyrinogen+dehydrogenase на 